# Gabe Muoneke
Nnadubem Gabriel « Gabe » Enyinaya Muoneke, né le 7 février 1978, à Ann Arbor, dans le Michigan, est un joueur nigérian de basket-ball. Il évolue durant sa carrière aux postes d'ailier fort et de pivot.

## Palmarès
- Finaliste du championnat d'Afrique 2003
- 3e du championnat d'Afrique 2005